# Mon père, Francis le Belge
Mon père, Francis le Belge est un téléfilm français réalisé par Frédéric Balekdjian, diffusé le 8 novembre 2010 sur Canal+.

## Synopsis
Le 27 septembre 2000, Francis Vanverberghe dit « Francis le Belge », figure du Milieu et dernier parrain de Marseille, est assassiné dans un bar à Paris.
En 2005, sa propre fille Sylvie Borel (Cathy dans le film) a écrit l'histoire de son père à travers ses yeux d'enfant. C'est à partir de ce livre que le scénario de Mon Père Francis Le Belge a été écrit.
L'histoire démarre et se termine avec l'assassinat de Francis Vanverberghe en 2000. Le film est, à partir de cet assassinat, composé de grands flash backs qui viendront petit à petit raconter l'histoire du « Belge » à travers l'histoire de sa fille. On y découvre l'homme, l'époux et le père de famille au-delà du personnage public.

## Fiche technique
- Réalisateur : Frédéric Balekdjian
- Scénario : Gilles Cahoreau, Jérôme Enrico, d'après le roman de Sylvie Borel
- Date de diffusion :  8 novembre 2010 sur Canal+
- Durée : 91 minutes.

## Distribution
- Pio Marmaï : Francis le Belge
- Vahina Giocante : Marion
- Guillaume Gouix : Denis
- Nina Meurisse : Cathy ado et adulte
- Nina Deslandes : Cathy à 4 ans
- Orane André Garcia : Cathy à 2 ans
- Martial Bezot : Gino
- Jean-Jérôme Esposito : Le Grec
- Lény Sellam : l'enclume
- Géraldine Loup : Irène
- Isalinde Giovangigli : Colette